# ماساهیرو شینودا
ماساهیرو شینودا (篠田 正浩 Shinoda Masahiro, (۹مارس، ۱۹۳۱ – ۲۵ مارس، ۲۰۲۵)) کارگردان فیلم و فیلم‌نامه‌نویس اهل ژاپن بود. وی بیش از چهار دهه فعالیت حرفه‌ای داشت و طیف وسیعی از ژانرها و سبک‌ها را پوشش می‌داد. او یکی از چهره‌های اصلی موج نو ژاپن در دهه‌های ۱۹۶۰ و ۱۹۷۰ بود. او از سال ۱۹۶۰ تا ۱۹۶۵ برای استودیوی شوچیکو کارگردانی کرد و از سال ۱۹۶۶ به سینمای مستقل روی آورد. سبک فیلم او با شخصیت‌های به حاشیه رانده شده اجتماعی مشخص می‌شد که بسیاری از آنها به جنایت یا خودکشی یا دقیق‌تر به زیبایی تصویری روی می‌آورند. او از داستان‌های سنتی ژاپنی و تئاتر استفاده می‌کرد و برخی از فیلم‌های او تأثیراتی مانند کنجی میزوگوچی کارگردان ژاپنی دارند که شینودا را تحسین می‌کرد. از فیلم‌های او می‌توان به فیلم‌های گل کم رنگ, ترور (فیلم ۱۹۶۴), خودکشی دوگانه, سکوت (فیلم ۱۹۷۱), تصنیف اورین, روزهای کودکی اشاره کرد.

## اوایل زندگی
شینودا در ۹ مارس ۱۹۳۱ در استان گیفو به دنیا آمد و در دانشگاه واسدا تحصیل کرد و در آنجا تئاتر خواند و همچنین در مسابقه راه دور هاکن اکیدن شرکت کرد.

## درگذشت
وی در ۲۵ مارس ۲۰۲۵ در سن ۹۴ سالگی بر اثر سینه‌پهلو درگذشت.